# Sanija Junussowna Afsametdinowa
Sanija Junussowna Afsametdinowa (russisch Сания Юнусовна Афзаметдинова; * 24. Dezember 1924 in Kasan; † 6. Juni 2019) war eine sowjetisch-ukrainische Architektin tatarischer Herkunft.

## Leben
Afsametdinowa studierte am Moskauer Architektur-Institut MArchI mit Abschluss 1948.
1963 wurde Afsametdinowa Chefarchitektin des Instituts Dipromisto in Kiew, das zu den führenden Forschungs- und Projektierungsinstituten für Territorialplanung in der Ukraine gehörte.

## Werke

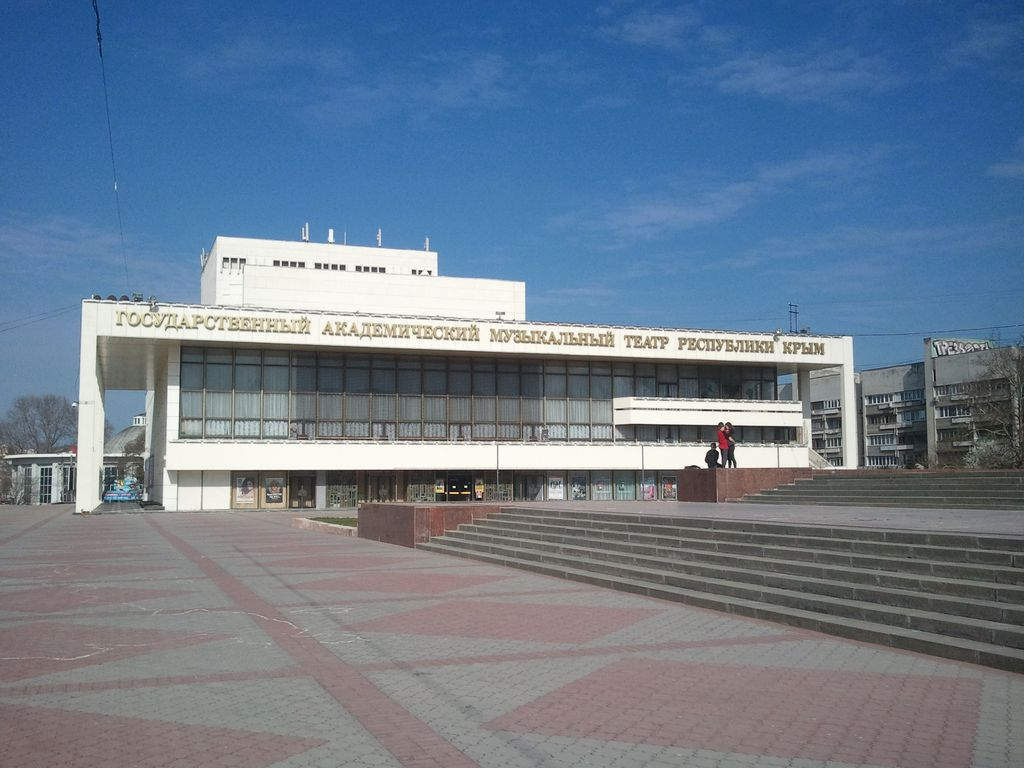
Staatliches Akademisches Musiktheater der Republik Krim

- Häuser am Bulwar Lessi Ukrainki (1968–1972 mit anderen), Kiew
- Staatliches Akademisches Musiktheater der Krim (1976–1977 mit Witali Leontjewitsch Judin und Ernest Nikolajewitsch Bykow), Leninplatz, Simferopol (jetzt Staatliches Akademisches Musiktheater der Republik Krim)[4]
- Musikdramatisches Theater der Oblast Transkarpatien (1979 mit anderen), Uschhorod

## Ehrungen
- Taras-Schewtschenko-Preis (1978)[5]